# Rozgół
Rozgół – wieś w Polsce położona w województwie świętokrzyskim, w powiecie koneckim, w gminie Smyków.
W latach 1975–1998 miejscowość administracyjnie należała do województwa kieleckiego.
We wsi znajduje się cmentarz epidemiczny, wpisany do rejestru zabytków nieruchomych (nr rej.: A.500 z 27.08.1992).
Wierni Kościoła rzymskokatolickiego należą do parafii Matki Bożej Częstochowskiej w Miedzierzy.